# Locomotiva FS 625

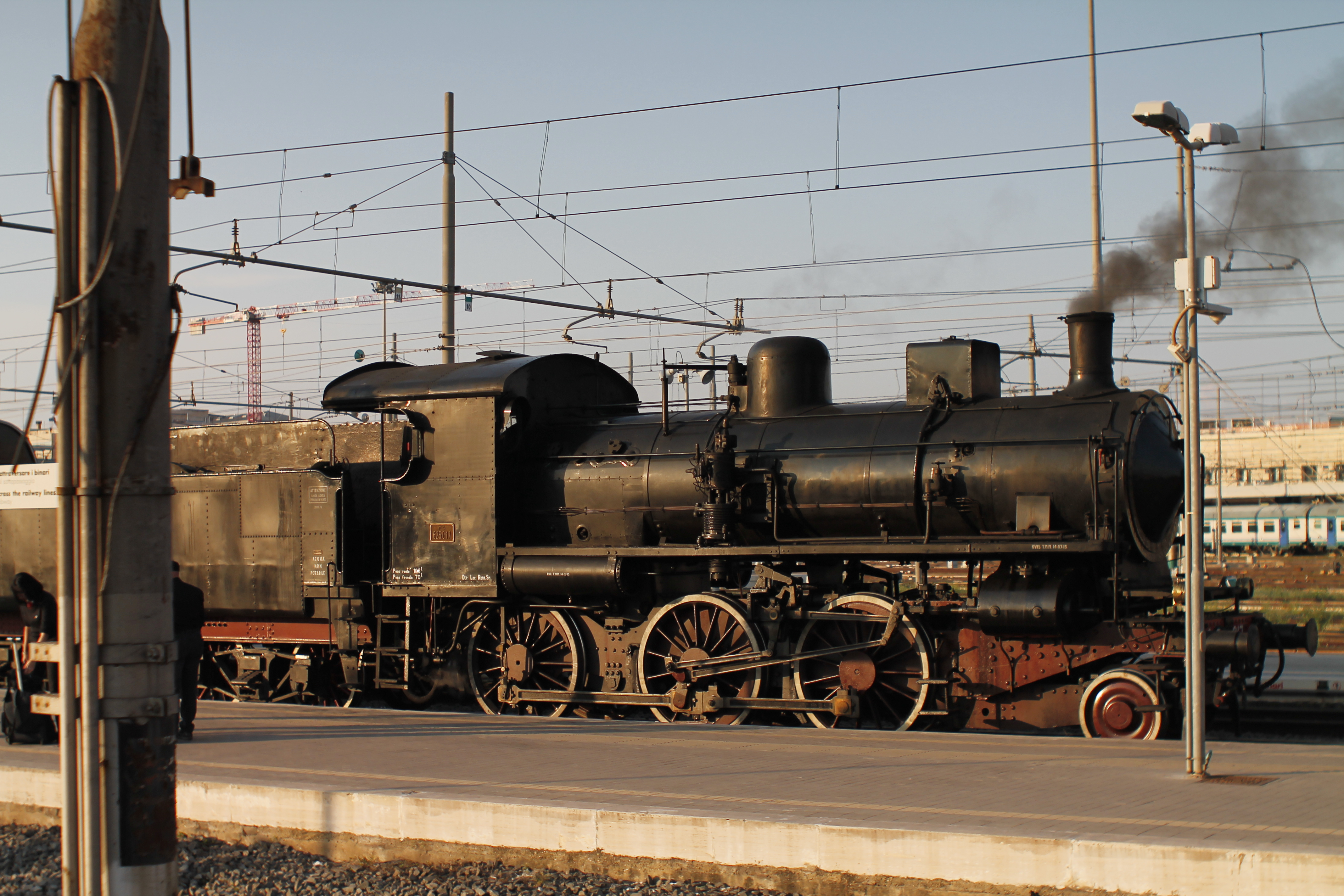
Locomotiva FS 625.017 ferma a Roma Termini (ottobre 2018)

Le locomotive a vapore del gruppo 625 FS sono macchine a vapore destinate a impiego misto merci/viaggiatori su linee acclivi, prodotte per conto delle Ferrovie dello Stato all'inizio del XX secolo. Vennero soprannominate Signorine, per la linea aggraziata e le dimensioni compatte ma soprattutto per i movimenti oscillanti nei rettilinei noti come "ancheggiamenti" a causa della configurazione del carrello anteriore innovativo capace di ruotare e traslare lateralmente di circa 40mm. Questa flessibilità migliorava l'iscrizione in curva ma poteva causare l'ancheggiamento soprattutto alle alte velocità nei rettilinei così da apparire come della graziose signorine ancheggianti.
Hanno avuto grande diffusione sulle linee secondarie collinari e pianeggianti, specie per i servizi passeggeri locali e merci.

## Storia
Si tratta di una evoluzione del gruppo 600, un veicolo molto apprezzato per il passo rigido molto corto e per la flessibilità data dall'innovazione del carrello italiano, che permetteva di ridurre i danni all'armamento della linea in curva grazie alla possibilità di ruotare e traslare lateralmente di 40 mm.

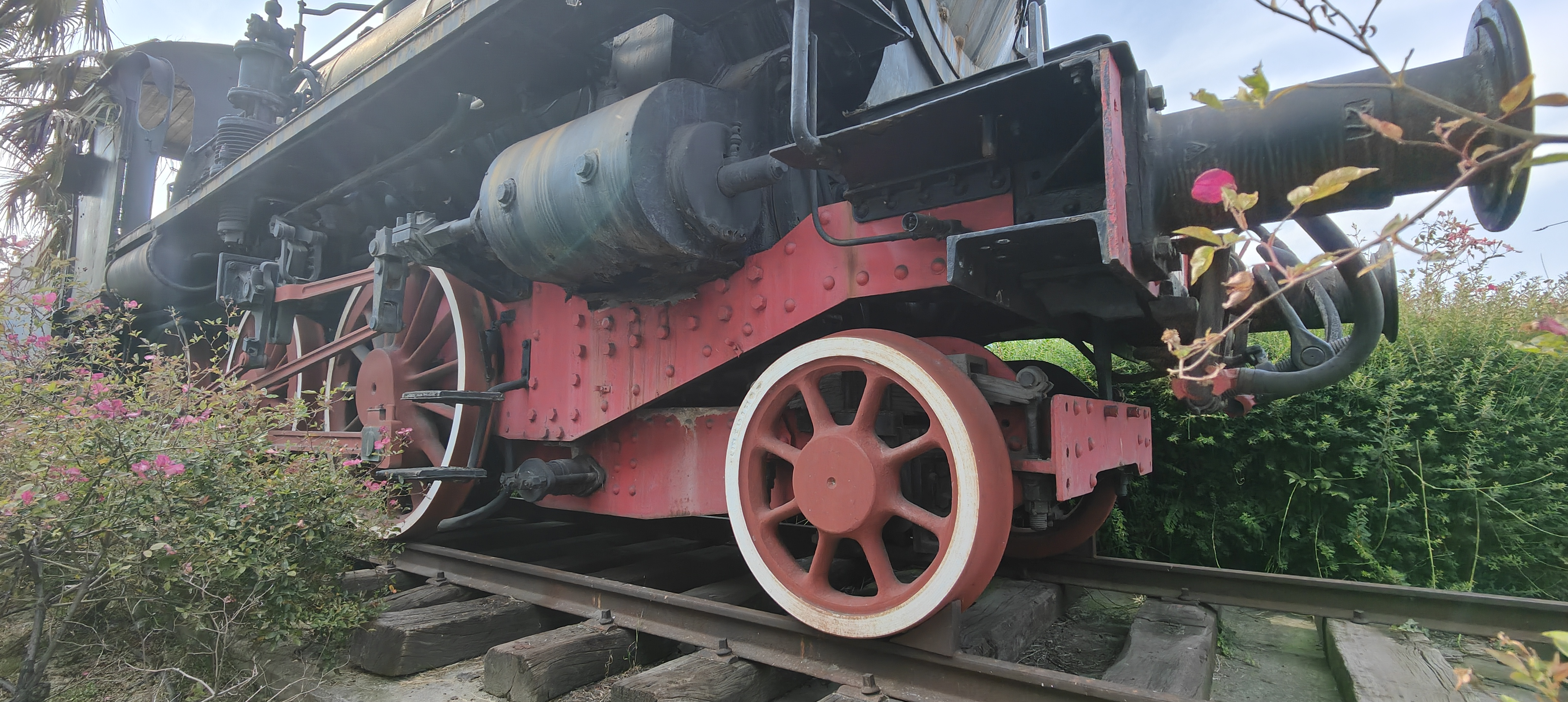
Particolare del carrello (625.153)

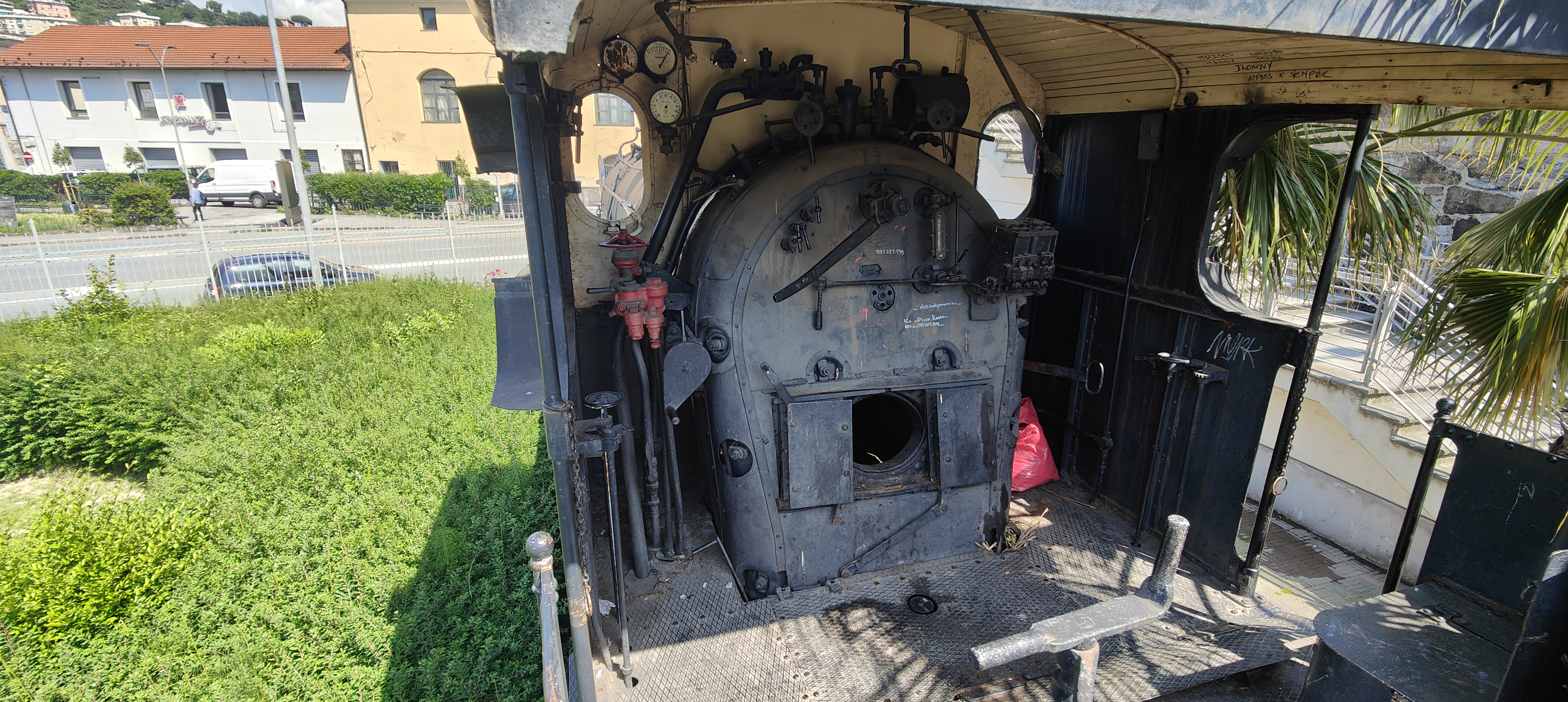
Cabina e bocca del forno della 625.153 monumentata a Genova

Le 625 nacquero dal bisogno delle neonate Ferrovie dello Stato di ottenere in tempi brevi delle macchine multiruolo e il più possibile standardizzate, per cui la soluzione ovvia fu quella di creare un progetto basandosi su veicoli preesistenti: il lavoro venne commissionato all'Ufficio Studi della Rete, che decise di adottare una soluzione a vapore surriscaldato in loco della soluzione a vapore saturo tradizionale, portando a un incremento netto della potenza del 15%. Venne mantenuta la scelta della distribuzione Walschaerts.
Da queste logiche nacquero molte delle principali macchine italiane, le Gr740 (nate dalle Gr730), Gr640 (dalle Gr630), Gr880 (dalle Gr875).
Entrate in servizio nel 1910, prima del 1914 e dello scoppio della prima guerra mondiale vennero prodotte in 108 esemplari, marcati con numeri progressivi da 62501 a 62608 secondo lo schema di numerazione dell'epoca. In seguito la numerazione venne convertita nel formato Gr625.001-108.
Di manifattura tedesca (erano costruite dalle Officine Berliner Maschinenbau Schwartzkopff), la produzione venne fermata per via della guerra. Dopo la conclusione delle ostilità, altri 80 esemplari vennero consegnati, in parte come riparazione dei danni di guerra, nel 1922.
Il primo modello di tender era un'imponente cassa a carrelli da 22 metri cubi, decisamente sovradimensionato per le necessità della macchina. Rimossi dal servizio, vennero sostituiti con dei tender a tre assi da 16,5 metri cubi, mentre i vecchi tender vennero assegnati alle più esose Gr680. Questa scelta però portò a problemi, dovuti all'instabilità del tender a tre assi durante la marcia a ritroso; il tender a carrelli venne dunque ripristinato sulle linee dove non c'era la possibilità di effettuare la giratura delle macchine al capolinea.
Dal 1929 al 1933 153 locomotive Gr600 vennero modificate con l'installazione del sistema di distribuzione Caprotti e di un surriscaldatore, e convertite a 625. Per queste macchine venne mantenuta la numerazione originale, aumentata di 300. Le vecchie Gr600, come ormai tutte le macchine a vapore saturo, erano divenute obsolete con l'adozione del vapore surriscaldato, e la loro conversione era necessaria per colmare il periodo di tempo necessario all'elettrificazione delle dorsali principali della rete in vista dell'adozione della nuova trazione elettrica.
Queste locomotive mantennero un aspetto differente, dato che cabine e caldaie non furono sostituite con quelle del gruppo 625 se non qualche anno dopo.
Nel 1952-1954 35 esemplari furono modificati, con l'installazione di una coppia di preriscaldatori Franco-Crosti, e vennero reimmatricolate come Gruppo 623: si trattava di 25 unità con distribuzione Walschaerts e 10 Caprotti. Le 623 Caprotti furono attive quasi esclusivamente in Veneto, mentre le Walschaerts erano assegnate anche a Cremona e a Rimini.
La caldaia da 7 660 mm di lunghezza per 1 500 di diametro poteva sopportare in condizioni operative 16 atmosfere di pressione. L'acqua era convogliata su 116 tubi bollitori da 45 mm, di 4 metri di lunghezza, a sezione liscia, e il vapore generato era poi surriscaldato in 21 tubi da 125 mm di diametro interno. In un'ora la macchina poteva sviluppare 6,5 tonnellate di vapore secco.
Il vapore muoveva due cilindri da 490 mm di diametro, con una corsa utile di 700 mm. Il camino aveva diametro variabile tra 350 e 430 mm.
Il gruppo 623 venne accantonato negli anni sessanta, mentre numerose 625 rimasero in servizio su tutto il territorio nazionale, ma soprattutto sulla Cremona-Bergamo-Lecco, l'area di Rimini, la Taranto-Catanzaro e l'area di Campobasso.

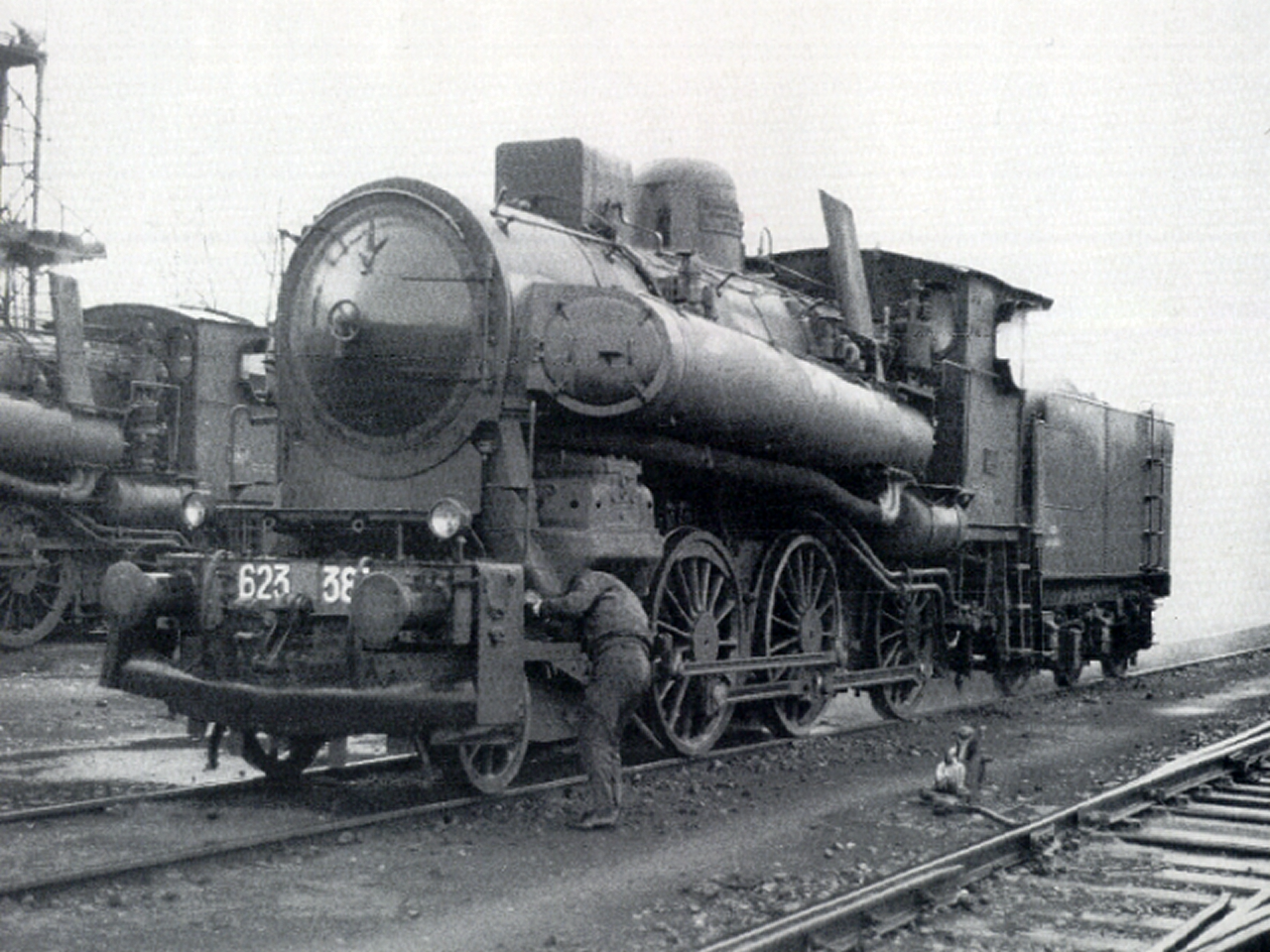
Una Gruppo 623

Il gruppo 625 è stato uno degli ultimi a prestare servizio fino alla fine della trazione a vapore sulla rete FS, avvenuta nella seconda metà degli anni 1970, anche se poi diverse unità sono rimaste disponibili per servizi di riserva o accantonate di scorta fino agli anni 1980.
Alcune unità sono sopravvissute alla fiamma ossidrica e hanno trovato posto in musei, come monumento, oppure sono mantenute atte al servizio dalla Fondazione FS e utilizzate per il traino di treni storici.
Una unità degna di nota è la 625.308, in quanto si tratta di una locomotiva addirittura preesistente alle stesse Ferrovie dello Stato che sono state costituite il 22 aprile 1905. La 625.308 entrò in servizio come 3808 presso Rete Adriatica e successivamente confluì nelle FS dove venne classificata 6008, dal 1917 600.008. Successivamente, assieme ad altre 152 unità del Gruppo 600, fu trasformata con la distribuzione Caprotti e assunse il numero 625.308.
La locomotiva è stata radiata dalle FS negli anni 1960 e acquistata alla fine degli anni 1990 dall'Associazione Toscana Treni Storici "Italvapore" con sede a Firenze e fatta giungere da Ancona, dove giaceva in stato di abbandono da decenni, presso il Deposito Rotabili Storici di Pistoia dove sono iniziati i primi lavori di restauro.
Essa versava in pessime condizioni al momento dell'arrivo presso il DRS di Pistoia, e purtroppo,nonostante i lunghi lavori di ripristino fossero, al 2012, in fase avanzata per rimetterla in servizio alla testa dei numerosi treni storici effettuati sulle linee toscane,nel 2023 la situazione della macchina risulta ancora invariata.
Nel 2005 è stata rimessa in funzione la 177 per l'effettuazione di treni storici in Lombardia. Ha effettuato treni storici fino al 2011 compiendo viaggi anche in Piemonte e in Veneto. Dopo la revisione avvenuta a Pistoia, nell'aprile 2016 questa macchina è tornata in pressione e ha effettuato treni storici in Toscana fino agli inizi del 2017. Dalla primavera dello stesso anno è ritornata in Lombardia.
A Trento, sul marciapiede che collega la stazione FS con la stazione della ferrovia Trento-Malé-Mezzana, è invece esposta la Gr625.011.
A Catanzaro Lido, all'ingresso del Dopolavoro Ferroviario a fianco della Officina Manutenzione Locomotive, è esposta la Gr625.144 in condizioni non ottimali, purtroppo, alla data del 13 agosto 2023.
A Savigliano presso il Museo Ferroviario Piemontese è presente la 625.164.
A Rimini, all'interno del parco divertimenti Fiabilandia è esposta la 012.

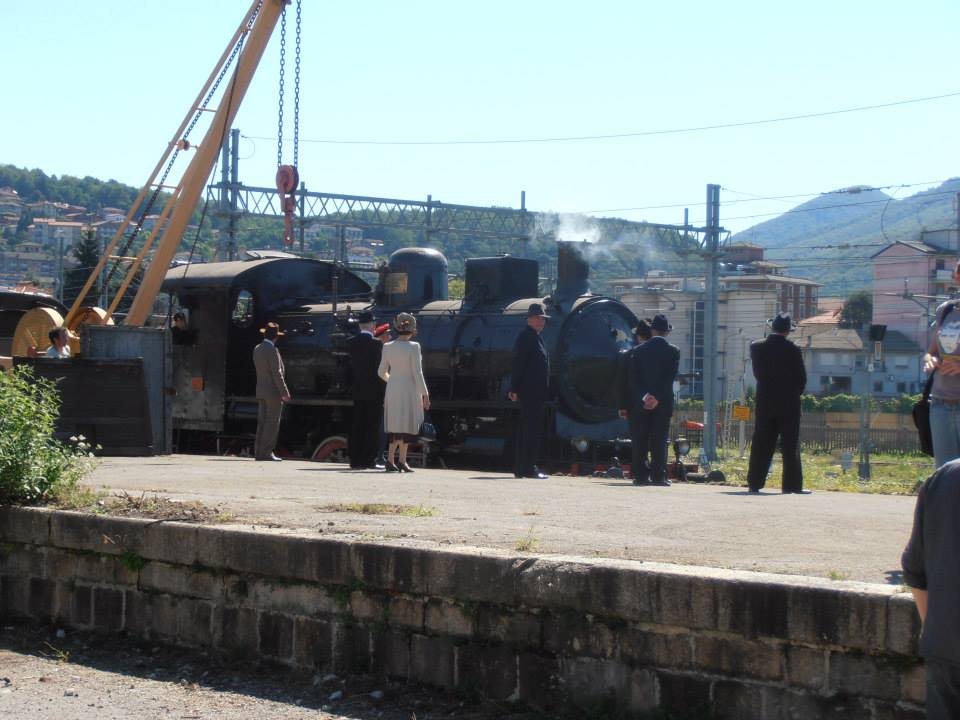
La locomotiva 625.116 durante le riprese del film Il pretore. (Luino, agosto 2013)

L'unità numero 116, nata nel 1922 presso le officine Ansaldo di Sampierdarena, una volta finito il servizio e accantonata a Cremona, fu ceduta in comodato al comune di Luino dalle FS nel 1984 e successivamente monumentata di fronte alla locale stazione.
Nel 1999, considerato il degrado subito nei 15 anni di esposizione, l'associazione Verbano Express acquisì la locomotiva a titolo definitivo, la restaurò e la collocò nel museo ferroviario del Verbano. Nel 2013 tale locomotiva 625.116 è stata impiegata nelle riprese del film Il pretore, diretto da Giulio Base.
Nel 2019 è iniziato il restauro funzionale della stessa, restauro che l'ha riportata in pressione il 24 agosto e si è conclusa con la sua immatricolazione nel 2021.
A Genova, nei giardini del centro commerciale Fiumara, presso la stazione di Genova Sampierdarena, è monumentata l'unità 153, nel luogo in cui si trovava lo stabilimento Ansaldo che l'aveva prodotta. La macchina è peraltro attualmente in cattive condizioni per evidente mancanza di manutenzione.

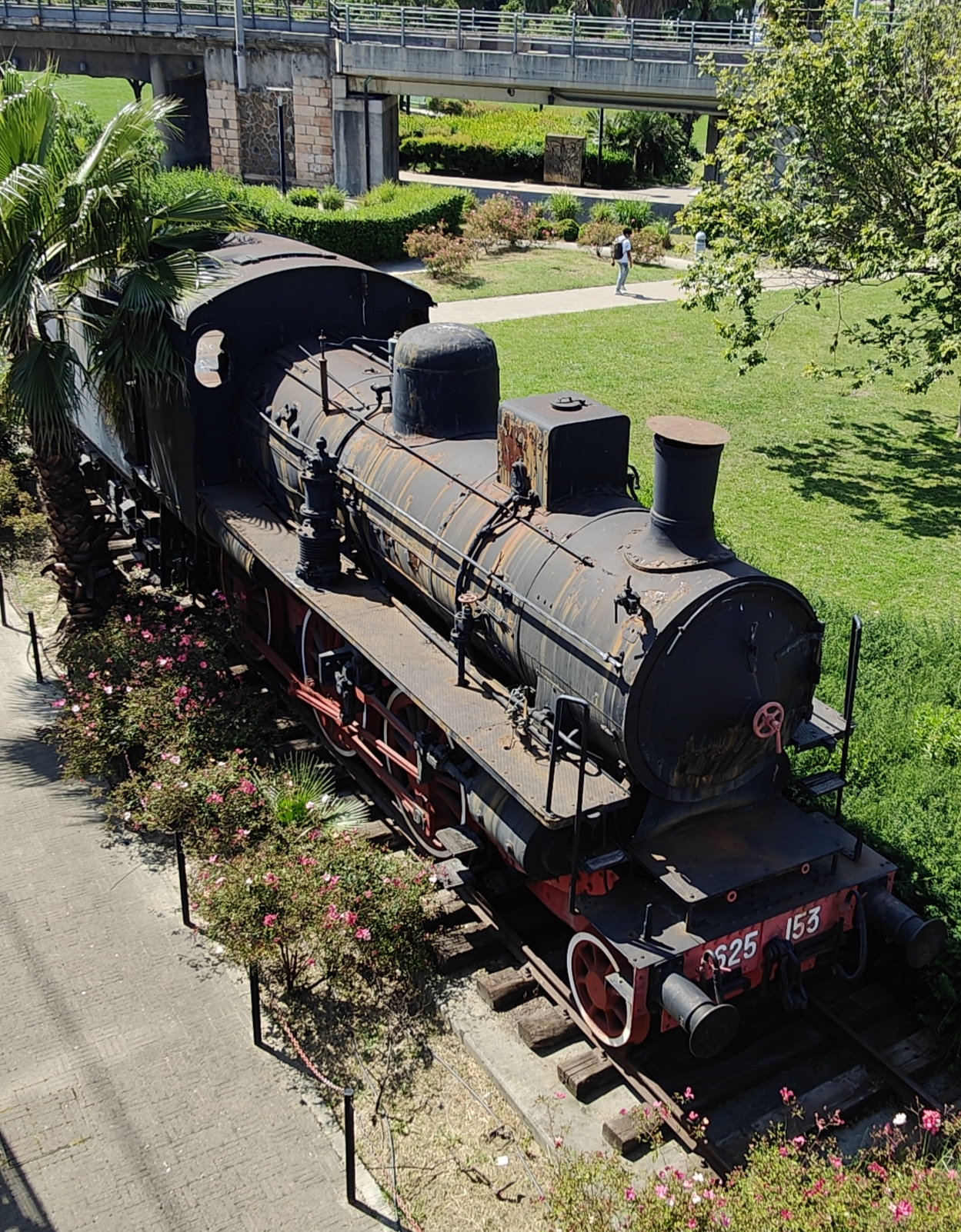
La 625.153 prodotta dalla Ansaldo

A Moretta in provincia di Cuneo presso la stazione ferroviaria dismessa della vecchia ferrovia Airasca-Saluzzo è visibile in stato di totale abbandono la 625.027, ovvero l'unità utilizzata per l'effettuazione delle riprese di "Novecento", il colossal di Bernardo Bertolucci; attualmente la 625.027 non si trova più presso Moretta ma è accantonata a Pistoia presso il deposito rotabili storici.
A Desenzano del Garda è esposta come monumento la 625.076.
A Castelfranco Veneto in prossimità del parcheggio di Stazione, lato sud, è monumentata la 625 091, ceduta a una ditta metalmeccanica. 
Nel settembre 2015 è tornata in pressione la 625.017, dopo la revisione presso l'Officina Metalmeccanica di Moretta (Cuneo). La macchina effettua treni storici nel Lazio ed è attualmente la più anziana delle "Signorine" in servizio.
A Vicenza dal 1981 è monumentata presso la stazione ferroviaria la 625.131. La locomotiva è attualmente in pessime condizioni per evidente mancanza di manutenzione. Da più parti si sono sollevati cori per richiedere perlomeno un restauro statico estetico della locomotiva, anche semplicemente per ragioni di decoro dato che la locomotiva è perfettamente visibile dalla stazione e dai binari di corsa limitrofi. L'unità risulta però radiata e di fatto alienata dalle FS. Al tempo stesso però, paradossalmente, la locomotiva sembra non aver alcun proprietario. Ciò rende qualsiasi intervento di restauro o rimessa in pressione, estremamente difficile se non impossibile. 
La 625.123 venne restaurata esteticamente nel 1990 dalle officine di Verona e rimase esposta all'(ex) museo ferroviario di Verona Porta Vescovo fino a qualche anno fa.
Nel novembre del 2018 la macchina è stata recuperata da Fondazione FS e portata alle officine Grandi Riparazioni per vari controlli alle ruote motrici, per poi essere trasferita a Pistoia in vista di un recupero funzionale.
La locomotiva Gr 625.100 è in fase di restauro presso il D.O.R.S. di La Spezia da parte di Fondazione FS. 
La locomotiva 625.161 è monumentata presso lo spaccio alimentare di Giovanni Rana a San Giovanni Lupatoto in provincia di Verona. 

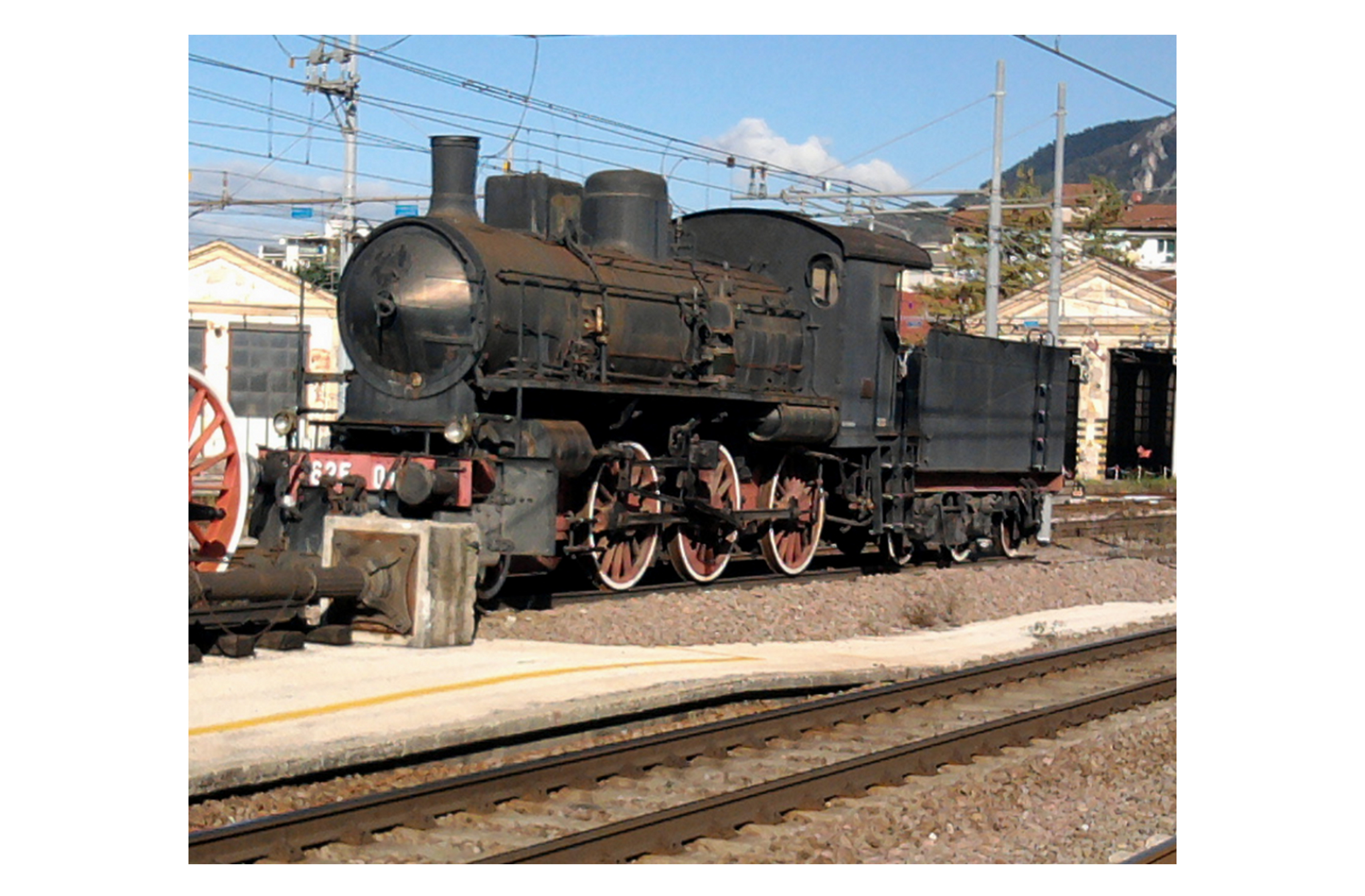
FS 625.011 in "esposizione" nella stazione ferroviaria di Trento

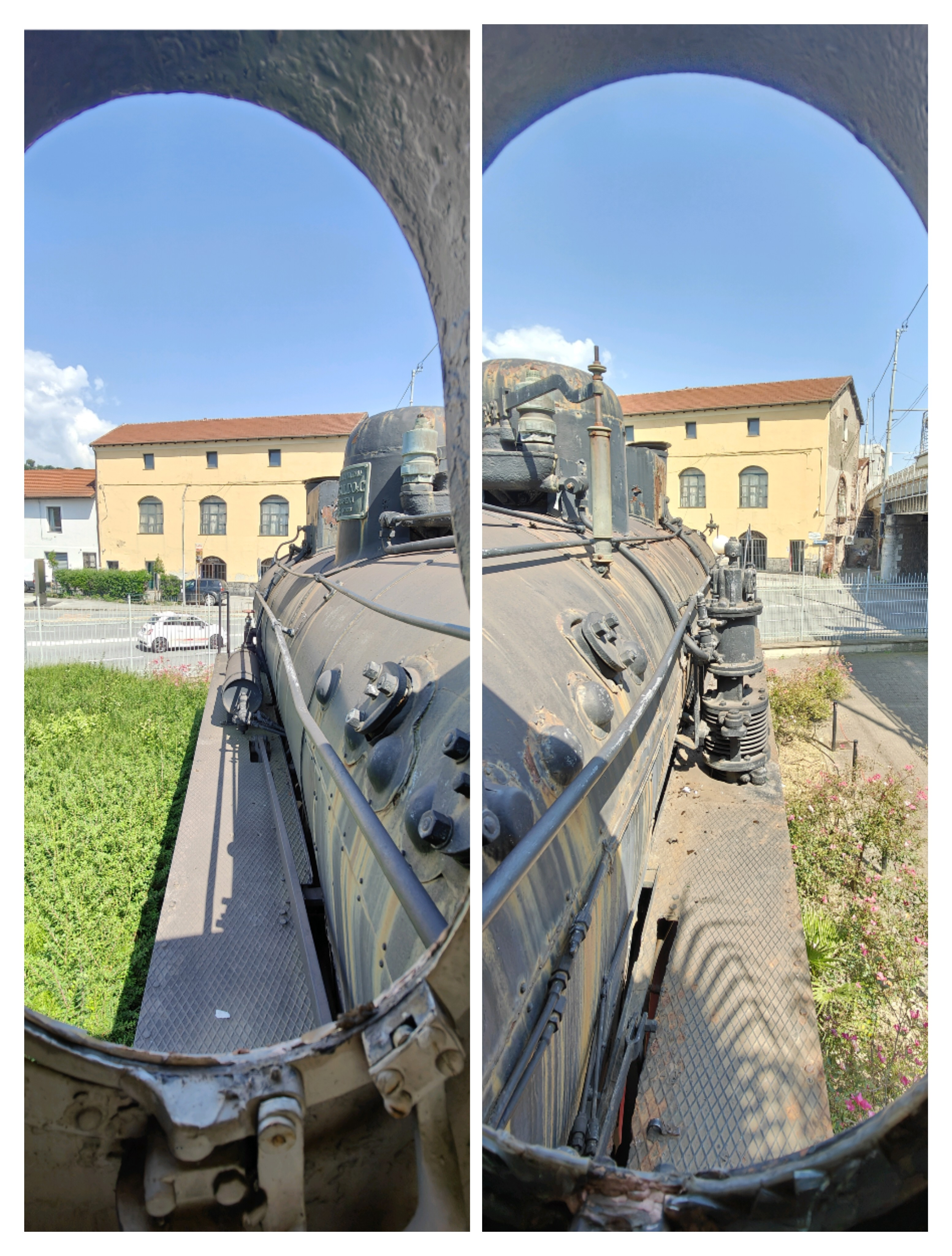
La visuale che avevano i macchinisti: lato Sx e Dx (la 153 a Genova)

### Fonti a stampa
- Ferrovie dello Stato. Direzione generale. Servizio Trazione, Album dei tipi delle locomotive ed automotrici, Firenze, Ferrovie dello Stato, 1915, vol. I, tavv. Rist. anast.: Colleferro, Editrice di storia dei trasporti, 1979; Ponte San Nicolò, Duegi, 2005.
- Pietro Accomazzi, Nozioni elementari sulla locomotiva delle strade ferrate, 7ª ed. riveduta ed ampliata sulle precedenti dall'ing. Ercole Garneri delle Ferrovie dello Stato, Torino-Genova, Lattes, 1923. Rist. anast.: Parma, Albertelli, 1986.
- Ministero delle Comunicazioni. Ferrovie dello Stato. Scuole Aiuto macchinisti, Nozioni di cultura professionale, vol. 2, parte 1, La locomotiva a vapore, Firenze, Soc. an. stab. tipografico già G. Civelli, 1940.
- Guido Corbellini, Il cinquantenario delle Ferrovie dello Stato, in 1905-1955. Il Cinquantenario delle Ferrovie dello Stato, in Ingegneria Ferroviaria, 9 (1955), n. 5-6, pp. 333-528, ISSN 0020-0956. Ristampe in volume: Roma, Collegio Ingegneri Ferroviari Italiani, 1955; Roma, Collegio Ingegneri Ferroviari Italiani-Ponte San Nicolò, Duegi, 2005, ISBN 88-900979-0-6.
- Manlio Diegoli, La trazione a vapore, Ingegneria Ferroviaria, 16 (1961), n. 7-8, pp. 671-680. ISSN 0020-0956.
- Giuseppe Vicuna, Organizzazione e tecnica ferroviaria, Roma, Collegio Ingegneri Ferroviari Italiani, 1968.
- Ferrovie dello Stato. Servizio Materiale e Trazione, La locomotiva a vapore, Roma, Collegio Ingegneri Ferroviari Italiani, 1971. No ISBN.
- Ferrovie dello Stato. Servizio Materiale e Trazione, Norme per il servizio pratico con locomotive a vapore, Roma, Collegio Ingegneri Ferroviari Italiani, 1972. No ISBN.
- Ferrovie dello Stato. Divisione autonoma Relazioni Aziendali, Museo Nazionale Ferroviario di Napoli Pietrarsa. Riuso musealistico delle antiche officine borboniche, Roma, Ferrovie dello Stato, 1982.

### Storiografia e complementi
- Zeta-Zeta [Bruno Bonazzelli] , L'album delle locomotive, in HO Rivarossi, (19..), n. .., pp. ..-.. .
- Gianni Robert, Le ferrovie nel mondo, Milano, Vallardi, 1964. No ISBN.
- Alcide Damen, Valerio Naglieri, Plinio Pirani, Treni di tutto il mondo. Italia. Locomotive a vapore, Parma, Ermanno Albertelli, 1971. No ISBN.
- Italo Briano, Storia delle ferrovie in Italia, Milano, Cavallotti, 1977, volume 1. Le vicende. No ISBN.
- Italo Briano, Storia delle ferrovie in Italia, Milano, Cavallotti, 1977, volume 2.: La tecnica 1. No ISBN.
- Nico Molino, Stefano Garzaro, FS Italia. Locomotive Gr. 623 Gr. 625, Torino, Elledi, 1983, ISBN 88-7649-009-4.
- Alberto Scattone, Pietrarsa. Le locomotive esposte, in Voci della rotaia, 25 (1982), n. 6.
- Gian Guido Turchi, Pietrarsa: nasce il Museo Ferroviario Nazionale, in I treni oggi, 3 (1982), n. 21, pp. 29-34.
- Peter Michael Kalla-Bishop, Italian State Railways steam locomotives, Abingdom, R. Tourret, 1986. ISBN 0-905878-03-5.
- Angelo Nascimbene, Gianfranco Berto, Depositi Locomotive. Dal grande vapore all'Alta Velocità, in Tutto treno tema, (1997), n. 11. ISSN 1124-4232.
- Angelo Nascimbene, Aldo Riccardi, FS anni '50. Prima parte: Trazione a vapore e Diesel, in Tutto treno tema, (1995), n. 7. ISSN 1124-4232.
- Giovanni Cornolò, Locomotive a vapore FS, 2. ed., Parma, Ermanno Albertelli, 1998. ISBN 88-85909-91-4.
- Stefano Patelli, News Italia. A Pistoia la "Caprotti" F.S., in Tutto treno, 13 (2001), n. 147, p. 5. ISSN 1124-4232.
- Luigi Voltan, Federico Rigobello, Angelo Nascimbene, Walter Bonmartini, Marco Bruzzo, con la collaborazione di Pierluigi Scoizzato, Il fascino del macchinista, in Tutto treno tema, (2004), n. 19. ISSN 1124-4232.
- Angelo Nascimbene, Aldo Riccardi, con la collaborazione di Federico Rigobello e Pierluigi Scoizzato, 1905-2005. Cento anni di locomotive a vapore delle Ferrovie dello Stato, in Tutto treno tema, (2005), n. 20, pp. 53-56, 59. ISSN 1124-4232.
- Fabio Cherubini, I carri serbatoio ex tender, in I Treni, 27 (2006), n. 278, pp. 16-23.
- Augusto Carpignano, a locomotiva a vapore. Viaggio tra tecnica e condotta di un mezzo di ieri, Savigliano, L'Artistica, ISBN 978-88-7320-191-5, 2008.
- Neri Baldi, Pietrarsa ricomincia da tre, in I Treni, 29 (2008), n. 301, pp. 24-28.
- Gianfranco Ferro, Locomotive FS Gruppo 625 Walschearts, in Tutto treno, 22 (2009), n. 231, pp. 26-34 e tavole. ISSN 1124-4232.
- Gianfranco Ferro, Locomotive FS Gruppo 625 Caprotti, in Tutto treno, 22 (2009), n. 235, pp. 28-34 e tavole. ISSN 1124-4232.
- Gianfranco Ferro, Locomotive FS Gruppo 623, in Tutto treno, 23 (2010), n. 239, pp. 26-34 e tavole. ISSN 1124-4232.
- Claudio Pedrazzini, Ricordi, localizzazione, curiosità e aneddoti sulle locomotive Gr. 625 FS, in Il Navetta, n. 20, ottobre 2013, pp. 10-25 [Trento, Gruppo Fermodellistico Feramatoriale Arnaldo Pocher, 2013].